# تولید ناخالص داخلی حقیقی

کشور براساس تولیدات صنعتی با قیمتهای ثابت در سال ۲۰۰۵

تولید ناخالص داخلی حقیقی(به انگلیسی Real gross domestic product یا به اختصار real GDP) یک روش اندازه‌گیری کلان اقتصادی از ارزش تولید اقتصادی است که برای تغییر قیمت‌ها تنظیم می‌شود (یعنی تورم یا کاهش قیمت). این تعدیل اندازه‌گیری ارزش پول، تولید ناخالص داخلی اسمی را به یک شاخص برای مقدار کل بازده تبدیل می‌کند؛ اگر چه تولید ناخالص داخلی در مجموع خروجی آن است. تولید ناخالص داخلی در درجه اول بسیار مفید است زیرا کل هزینه‌ها را به خوبی تقریب می‌زند: مجموع هزینه‌های مصرف‌کننده، سرمایه‌گذاری‌های انجام شده در صنعت، صادرات بیش از حد واردات و مخارج دولت. گاهی به دلیل تورم، تولید ناخالص داخلی افزایش می‌یابد که این رشد واقعی اقتصاد را نشان نمی‌دهد. به همین دلیل است که تولید ناخالص داخلی باید تقسیم بر نرخ تورم شود تا به رشد واقعی تولید ناخالص داخلی برسیم. سازمان‌های مختلف با استفاده از انواع مختلفی از «تولید ناخالص داخلی واقعی» اقداماتی انجام می‌دهند به عنوان مثال، آنکتاد از قیمت‌های ثابت و نرخ ارز در سال ۲۰۰۵ استفاده می‌کند در حالی که FRED از قیمت‌های ثابت و نرخ ارز در سال ۲۰۰۹ استفاده می‌کند و اخیراً بانک جهانی از ۲۰۰۵ تا ۲۰۱۰ تغییر قیمت ثابت و نرخ ارز را تغییر داده است.

## بخش‌های اقتصادی کشورهایی که از تولید ناخالص داخلی حقیقی استفاده می‌کنند
| Economy                  | Top 20 countries by industrial output in 2015 (millions in 2005 constant USD and exchange rates) |
| ------------------------ | ------------------------------------------------------------------------------------------------ |
| (01) ایالات متحده آمریکا | ۳٬۰۴۲٬۳۳۲                                                                                        |
| (02) چین                 | ۲٬۸۳۷٬۶۶۷                                                                                        |
| (03) ژاپن                | ۱٬۴۱۵٬۵۵۱                                                                                        |
| (04) آلمان               | ۸۸۹٬۳۳۶                                                                                          |
| (05) هند                 | ۴۹۹٬۵۱۹                                                                                          |
| (06) بریتانیا            | ۴۶۸٬۱۸۱                                                                                          |
| (07) کره جنوبی           | ۴۵۴٬۵۰۴                                                                                          |
| (08) فرانسه              | ۴۱۵٬۴۰۰                                                                                          |
| (09) کانادا              | ۳۷۰٬۷۳۲                                                                                          |
| (10) ایتالیا             | ۳۶۹٬۷۵۱                                                                                          |
| (11) مکزیک               | ۳۶۵٬۹۵۹                                                                                          |
| (12) روسیه               | ۲۷۷٬۸۵۸                                                                                          |
| (13) برزیل               | ۲۶۷٬۷۶۹                                                                                          |
| (14) استرالیا            | ۲۶۱٬۳۸۵                                                                                          |
| (15) عربستان سعودی       | ۲۵۶٬۹۶۹                                                                                          |
| (16) اسپانیا             | ۲۵۴٬۴۸۰                                                                                          |
| (17) تایوان              | ۲۰۴٬۱۰۹                                                                                          |
| (18) اندونزی             | ۱۹۸٬۲۵۴                                                                                          |
| (19) ترکیه               | ۱۷۷٬۵۸۶                                                                                          |
| (20) لهستان              | ۱۴۱,۹۲۱                                                                                          |

| Economy                  | Countries by agricultural output in 2015 (millions in 2005 constant USD and exchange rates) |
| ------------------------ | ------------------------------------------------------------------------------------------- |
| (01) چین                 | ۴۱۸٬۴۵۵                                                                                     |
| (02) هند                 | ۱۹۶٬۵۹۲                                                                                     |
| (03) ایالات متحده آمریکا | ۱۴۹٬۰۲۳                                                                                     |
| (04) نیجریه              | ۷۷٬۱۱۳                                                                                      |
| (05) برزیل               | ۵۹٬۹۷۷                                                                                      |

| Economy                  | Countries by tertiary (services) output in 2015 (millions in 2005 constant USD and exchange rates) |
| ------------------------ | -------------------------------------------------------------------------------------------------- |
| (01) ایالات متحده آمریکا | ۱۱٬۵۱۸٬۹۸۰                                                                                         |
| (02) ژاپن                | ۳٬۵۰۲٬۸۰۴                                                                                          |
| (03) چین                 | ۲٬۴۶۷٬۱۸۴                                                                                          |
| (04) آلمان               | ۲٬۰۶۴٬۹۳۶                                                                                          |
| (05) بریتانیا            | ۲٬۰۳۲٬۵۱۶                                                                                          |

## ارتباط با تولید ناخالص داخلی اسمی
تولید ناخالص داخلی حقیقی نمونه ای از تمایز بین ارزشهای واقعی در مقابل ارزشهای اسمی در اقتصاد است. تولید ناخالص داخلی اسمی معمولاً به صورت ارزش بازاری کلیه کالاها و خدمات نهایی تولید شده در یک منطقه جغرافیایی در یک کشور تعریف می‌شود. این ارزش بازاری به مقدار کالاها و خدمات تولید شده و قیمت‌های مربوط به آنها بستگی دارد.
اگر مجموعه ای از تولید ناخالص داخلی واقعی از سال‌های مختلف محاسبه شود، با توجه به مقدار کالاها و خدمات تولید شده در همان سال‌ها و با در نظر گرفتن قیمت‌های سال پایه تفاوت در تولید ناخالص داخلی واقعی فقط تفاوت در حجم را منعکس می‌کند.
شاخصی به نام شاخص ضمنی تولید ناخالص داخلی را می‌توان با تقسیم تولید ناخالص داخلی اسمی بر تولید ناخالص داخلی واقعی برای هر سال بدست آورد. به گونه ای که این مقدار برای سال پایه ۱۰۰ خواهد شد. که این شاخص نشانگر سطح کلی تغییر قیمت (تورم یا کاهش نرخ تورم) در اقتصاد است.
شاخص ضمنی تولید ناخالص داخلی برای سال {\displaystyle t={\frac {Nominal\;GDP_{t}}{Real\;GDP_{t}}}\times 100}
رشد تولید ناخالص داخلی واقعی سالانه، نرخ رشد تولید ناخالص داخلی اسمی است که با تورم تعدیل شده است. که معمولاً به صورت درصد بیان می‌شود.
نامگذاری: «تولید ناخالص داخلی» ممکن است به تولید ناخالص داخلی «اسمی» یا «جاری» یا «تاریخی» اشاره کند تا آن را از تولید ناخالص داخلی واقعی متمایز شوند. تولید ناخالص داخلی واقعی گاهی اوقات «تولید ناخالص داخلی ثابت» خوانده می‌شود زیرا با قیمت‌های ثابت بیان می‌شود. بسته به زمینه، «تولید ناخالص داخلی» ممکن است به تولید ناخالص داخلی واقعی اشاره داشته باشد.